# Потоцьківщина
Пото́цьківщина —  село в Україні, у Миргородському районі Полтавської області. Населення становить 143 осіб. Входить до складу Сенчанської сільської громади.

## Географія
Село Потоцьківщина знаходиться на відстані 0,5 км від села Бешти та за 1,5 км - село Вирішальне. По селу протікає пересихаюяий струмок з загатою. Поруч проходить залізниця, станція Сенча за 2,5 км.

## Історія
За даними на 1859 рік Потоцьківщина була власницьким хутором, у ній було 4 двори, жіноче населення становило 14 осіб, а чоловіче 12 осіб. Хутір належав до 1-го стану Лохвицького повіту.
За переписом населення 12 січня 1989 року населення  Потоцьківщини (на той час Комсомольське) становило 169 осіб: 64 чоловічої та 105 жіночої статі.
Між 1929 та  2016 роками село носило назву Комсомольське.
До 2020 року орган місцевого самоврядування — Корсунівська сільська рада.

## Населення

### Мова
Розподіл населення за рідною мовою за даними перепису 2001 року:
| Мова       | Кількість | Відсоток |
| ---------- | --------- | -------- |
| українська | 141       | 98.6%    |
| російська  | 2         | 1.4%     |
| Усього     | 143       | 100%     |